# Guaraní paraguayo (dialecto)
El guaraní paraguayo (Paraguái avañe’ẽ) es la variedad dialectal más hablada del guaraní criollo. Junto al guaraní correntino, derivan del cario-guaraní. Está regulado por la Academia de la Lengua Guaraní.
También es mencionado como «guaraní moderno» o «guaraní coloquial paraguayo», que es diferente al guaraní puro o cerrado, utilizado por los indígenas. Es utilizado principalmente por el 77 % de la población del Paraguay, de los cuales muchos de ellos son mestizos o criollos, es decir no aborígenes.
Este país es una de las pocas naciones casi completamente bilingües en el mundo, ya que muchos hablantes del guaraní también utilizan el idioma español. Es muy similar al guaraní correntino, hablado en la provincia argentina de Corrientes.

## Historia y características
El guaraní paraguayo es la prolongación del idioma de los indígenas asuncenos de los siglos XV y XVI, denominados guaraní cario. El lenguaje guaraní-cario ya era bien diferente de los demás de la misma lengua a la llegada de los conquistadores españoles en 1536. El lenguaje cario se fue diferenciando aún más con el contacto, la coexistencia y las interferencias idiomáticas con la lengua española. El guaraní paraguayo de hoy sigue siendo básicamente el mismo que se hablaba en la sociedad cario-española de la época colonial. También pudo haber sido influido por el guaraní misionero, actualmente extinto.
Según la tesis de Marcos Augusto Morínigo, el idioma es parte del mestizaje biológico y cultural surgido de la unión de los conquistadores españoles y las mujeres indígenas del actual territorio de Asunción. La adaptación de la lengua guaraní a esta nueva realidad cultural es la causa por la que ella dejó de ser indígena y se extendió a la nueva sociedad criolla y mestiza emergente de la época.
Varios autores coinciden en que el jehe'a es el típico "guaraní paraguayo", puesto que solo los indígenas hablan el "guaraniete" (guaraní puro o cerrado). Se diferencia con el jopará, porque este último es más bien un híbrido entre castellano y guaraní, o un castellano con influencia del guaraní. 
Una característica que posee es que utiliza los fonemas /rr/, /ll/, /d/ y /f/, que fueron incorporados del español. También incorporó como préstamo los artículos la y lo, con la diferencia de que no señala el género del sustantivo, sino solamente el número del mismo. Otras características, como el grado de pureza y el léxico, varían entre el uso rural y urbano.
El guaraní paraguayo es considerado el primer y único idioma indígena americano que ha alcanzado el privilegio de ser lengua oficial de un Estado soberano. Desde la Independencia de España, fue utilizado en las diversas instancias gubernamentales, hasta el final de la guerra de la Triple Alianza, cuando llegó a prohibirse su uso como consecuencia de la derrota ante los ejércitos invasores.
Durante la guerra del Chaco, se utilizó como lengua principal en el Ejército que luchaba contra Bolivia. A partir de la Constitución de 1967, la lengua guaraní es reconocida como lengua nacional y el castellano la lengua oficial de la República del Paraguay. Con la promulgación de la Constitución de 1992, ambas lenguas son oficiales.
Actualmente es uno de los idiomas oficiales de Mercosur. También existe una gran cantidad de páginas y sitios web en guaraní. El proyecto Wikipedia en guaraní también ha impulsado el progreso digital de este idioma. Algunos periódicos paraguayos, como ABC Color y Última Hora, publican algunos artículos en este idioma, aunque su uso sigue siendo mínimo en los mismos. La distribución Mandriva/Mageia (antiguo Mandrake Linux) incorporó desde 2005 la opción de localización en Guarani/Avañe’ẽ y también desde el mismo periodo la comunidad de usuarios de software libre intentan ampliar el diccionario guaraní para LibreOffice/OpenOffice. El sitio JW de los Testigos de Jehová contiene la Biblia en línea, varias publicaciones y videos en este idioma. Duolingo, plataforma dedicada a la enseñanza de idiomas, incluyó en septiembre de 2016 un curso de guaraní (jopará).

## Su uso en Paraguay
A diferencia de lo que sucede en otros países del continente, y a pesar de que su población indígena es solamente de alrededor del 2 % del total (siendo la mayoría mestizos en mayor o menor grado), el 77 % de los paraguayos habla o entiende el idioma guaraní (ya sea como idioma materno o segunda lengua), en su variante derivada de los extintos indígenas carios. Paraguay es una de las pocas naciones casi completamente bilingües en el mundo.
Según datos de la Encuesta Permanente de Hogares del año 2017, realizado por la Dirección General de Estadísticas, Encuestas y Censos, los idiomas más hablados en el hogar la mayor parte del tiempo por la población de 5 años o más en el Paraguay son: 40 % solo guaraní, 30 % español y guaraní, y el 26,5 % solo español. El resto habla otros idiomas. Los departamentos donde más se habla el idioma guaraní en el hogar son: San Pedro (78,87 %), Caazapá (77,39 %) y Concepción (71,34 %); mientras donde menos se habla guaraní son: Asunción (8,95 %), Central (15,9 %) y Alto Paraná (37,75 %).
En los centros urbanos y principalmente en la capital, se habla el jopará, un lenguaje criollo que adopta vocablos españoles a la estructura gramatical y prosódica del guaraní. Otra variante es el llamado guaraní jehe'a, un lenguaje caracterizado por la mezcla transformada de vocablos del español al guaraní. Tanto el jopará o jehe'a son mezclas de ambos idiomas (español y guaraní).
A pesar del rango oficial del idioma guaraní en el país y a pesar del alto número de guaraní-hablantes, el idioma castellano sigue siendo mayormente utilizado en cuestiones gubernamentales, en documentos oficiales, procesos judiciales, procesos administrativos, profesionales, en los negocios, en los medios de comunicación y en la educación —las clases se imparten principalmente en español—, por lo que el guaraní se relega a utilizar en un entorno más coloquial, de uso entre familiares y amigos.
El guaraní está presente en el cine paraguayo a través de películas como Hamaca paraguaya (2006) de Paz Encina, 7 cajas (2012) de Juan Carlos Maneglia y Tana Schémbori, Latas vacías (2014) de Hérib Godoy y Gritos del Monday (2016) del realizador David Miranda. Así mismo, géneros musicales como la guarania y la polka paraguaya, están influenciados por la cultura guaraní y las letras de sus canciones son escritos mayormente en idioma guaraní.